# Kosmos 695
O Kosmos 695 (em russo: Космос 558), também chamado de DS-P1-Yu Nº 73, foi um satélite artificial soviético lançado em 20 de novembro de 1974 através de um foguete Kosmos-2I a partir do Cosmódromo de Plesetsk.

## Características
O Kosmos 695 foi o septuagésimo terceiro membro da série de satélites DS-P1-Yu e o sexagésimo sexto lançado com sucesso após o fracasso dos lançamentos do segundo, do vigésimo terceiro, do trigésimo segundo, do quadragésimo, do quadragésimo quarto, do quinquagésimo quarto e do septuagésimo membros da série. Sua missão era auxiliar sistemas antissatélites e antimíssil soviéticos.
O Kosmos 695 foi injetado em uma órbita inicial de 493 km de apogeu e 283 km de perigeu, com uma inclinação orbital de 71 graus e um período de 92,0 minutos. Reentrou na atmosfera terrestre em 15 de julho de 1975.